# Buik

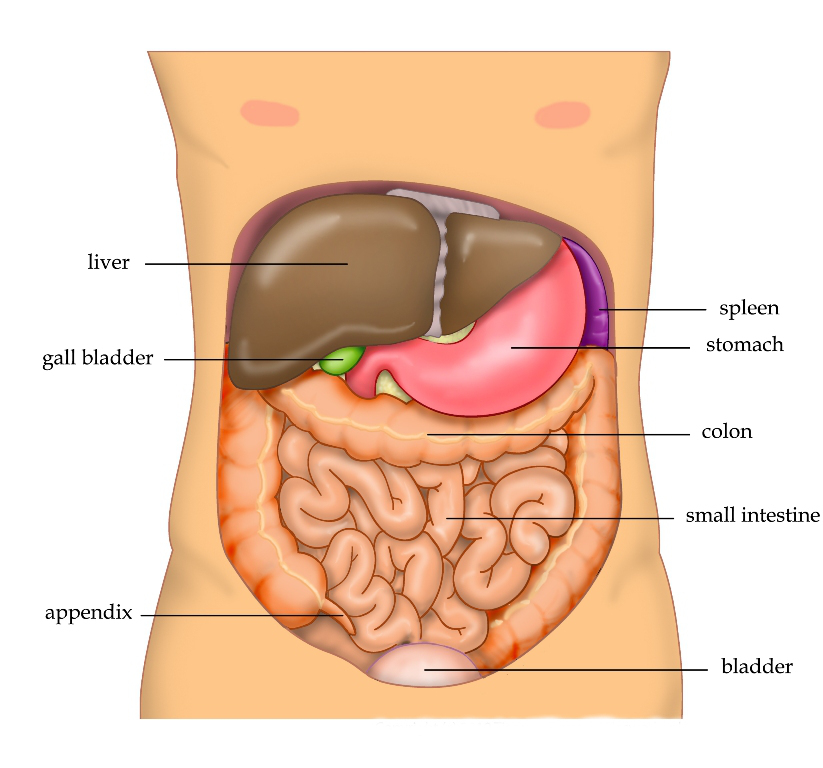
Anatomische afbeelding van de buik

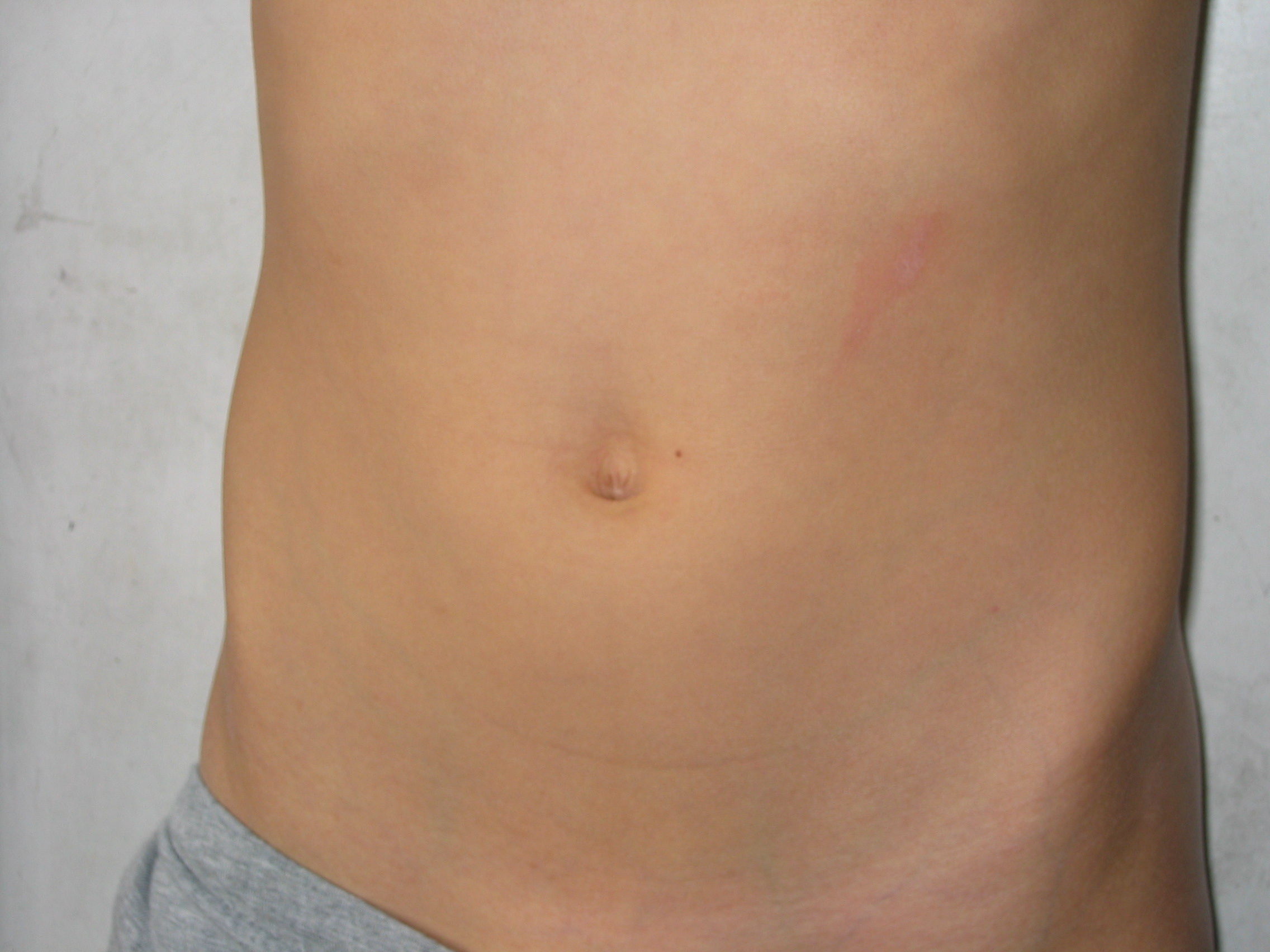
De buik van een tienjarige jongen.

De buik of (Latijn) het abdomen is bij gewervelde dieren waaronder de mens een holte, de buikholte, die gevuld is met een aantal organen die vooral te maken hebben met de spijsvertering, de urineproductie en de voortplanting. Organen die zich echt in de buikholte bevinden, zoals maag, lever, milt en het overgrote deel van de darmen liggen intraperitoneaal. Organen die er wel aan grenzen maar zich niet echt in de buikholte bevinden, zoals de nieren en het pancreas, noemt men extraperitoneaal (meestal retroperitoneaal). Een orgaan als de baarmoeder is een beetje een grensgeval.
Het buikvlies (peritoneum) is een vlies dat de buikholte aan de binnenkant en de buikorganen aan de buitenkant bedekt.
De buikholte is van hart en longen afgescheiden door het middenrif of diafragma, een spier in de vorm van een dunne koepelvormige plaat die bij samentrekking de borstholte vergroot ten koste van de buikholte, zodat de longen zich vol lucht kunnen zuigen. Omdat de buikinhoud nauwelijks samendrukbaar is zal hierbij de buikwand wat naar buiten puilen. (Een korset maakt slanker ten koste van het beschikbare ademvolume van de longen.) In het midden van de buik bevindt zich de navel.
Op de buik van de mannen (en soms ook vrouwen) groeit, afhankelijk van de genen, buikhaar. Dit haar ontwikkelt zich in de puberteit en kan bestaan uit een streep haar tussen de schaamstreek en de navel, maar kan ook de gehele buik bedekken.